# Stanislas Wawrinka
Stanislas Wawrinka (n. 28 martie 1985, Lausanne) este un jucător profesionist elvețian de tenis. El a ajuns pe locul 3 mondial la simplu, la 27 ianuarie 2014. Printre cele mai importante realizări ale carierei sale se numără trei titluri de Grand Slam la Australian Open 2014, French Open 2015 și US Open 2016, unde a învins jucătorul numărul 1 mondial în finală în toate cele trei ocazii. Alte realizări includ ajungerea în finala Openului Francez din 2017, un titlu ATP Masters 1000 la Monte-Carlo Masters 2014 și alte trei finale Masters: Roma 2008, Madrid 2013 și Indian Wells 2017. A reprezentat Elveția la Jocurile Olimpice de la Beijing din 2008 alături de coechipierul Roger Federer, unde au câștigat aurul la dublu. Wawrinka a fost esențial în victoria echipei elvețiene la Cupa Davis din 2014.

## Viața personală
A început să joace tenis la vârsta de 8 ani. Numele Wawrinka e de origine poloneză, însă porecla sa este Stan. Tatăl său este german și mama sa este elvețiancă, iar amândoi lucrează la o fermă ecologică unde ajuta persoanele cu handicap. Bunicii săi sunt cehi. Are un frate mai mare, Jonathan care l-a înclinat spre tenis și doua surori mai mici, Djanaee și Naella, care studiază și joacă tenis, de asemenea. Stan a renunțat la școală la vârsta de 15 ani, pentru a se dedica trup și suflet tenisului. El a început să joace în turnee de juniori la vârsta de 14 ani și mai târziu a participat la circuite prin satelit. El trăiește în Saint-Barthelemy, la 10 minute de  Lausanne, împreună cu soția sa, Ilham Vuilloud, prezentatoare de televiziune elvețiană și model. S-au căsătorit pe 15 decembrie 2009 și au avut o fiică Alexia, nascută la 12 februarie 2010. El a renunțat la familie, pentru a se dedica  tenisului, dar în cele din urmă a acceptat faptul că viața înseamnă familie, și s-a întors la soție și copii. Hobby-urile sale includ scuba diving, filme și muzică. A câștigat în 2003 Roland Garros juniors  (înfrângerea Brian Baker). Consideră că zgura este suprafața sa favorită. El are un record de 9-8 în Cupa Davis (8-6 la simplu). El a fost instruit de către Dimitri Zavialoff până în 2013, când a început să lucreze cu Magnus Norman.